# Aconitum dragulescuanum
Aconitum dragulescuanum är en ranunkelväxtart som beskrevs av W. Mucher. Aconitum dragulescuanum ingår i släktet stormhattar, och familjen ranunkelväxter. Inga underarter finns listade i Catalogue of Life.